# Socuéllamos
Socuéllamos és un municipi de la província de Ciudad Real a la comunitat autònoma de Castella-la Manxa. Està situat a la comarca de la Mancha Alta, a 120 km de Ciudad Real. Té una superfície de 370,69 km² i una població de 12918 habitants (cens de 2006). El codi postal és 13630. Limita al nord amb Pedro Muñoz i Mota del Cuervo (Conca); a l'est amb Las Mesas (Conca) i Villarrobledo (Albacete); al sud, amb Alhambra (Ciudad Real); i a l'oest amb Tomelloso (Ciudad Real).

## Fills il·lustres
- Fernando de Mena, metge de Felip II.
- Juan de Magdalena, sacerdot i historiador, 1694.
- José de Homa y Haro, ministreo del Reial Consell d'Hacienda, 1774.
- Saturnino Medina Caballero, metge.
- Antonio de Mendoza, descobridor.